# Sphaerodactylidae
Sphaerodactylidae – obejmująca ponad 200 gatunków rodzina jaszczurek z kladu Gekkota w rzędzie łuskonośnych (Squamata).

## Rozmieszczenie geograficzne
Do rodziny Sphaerodactylidae zaliczane są gatunki żyjące w Ameryce Południowej i Środkowej, na Karaibach, w Azji, w południowej Europie i w północnej Afryce. 

## Charakterystyka
Obejmuje gatunki o zróżnicowanej budowie ciała; rodzina nie ma jednak przedstawicieli, u których doszło do zaniku lub redukcji kończyn. Przedstawiciele rodziny cechują się niewielkimi rozmiarami ciała (długość ciała dorosłych osobników 20–60 mm nie licząc ogona). Wszystkie gatunki zaliczane do rodziny są jajorodne.

## Systematyka
Do rodziny należą następujące rodzaje:
- Aristelliger Cope, 1862
- Chatogekko Gamble, Daza, Colli, Vitt & Bauer – jedynym przedstawicielem jest Chatogekko amazonicus (Andersson, 1918)
- Coleodactylus Parker, 1926
- Euleptes Fitzinger, 1843 – jedynym przedstawicielem jest Euleptes europaea (Gené, 1839) – liściopalczyk domowy[6]
- Gonatodes Fitzinger, 1843
- Lepidoblepharis Peracca, 1897
- Pristurus Rüppell, 1835
- Pseudogonatodes Ruthven, 1915
- Quedenfeldtia Boettger, 1883
- Saurodactylus Fitzinger, 1843
- Sphaerodactylus Wagler, 1830
- Teratoscincus Strauch, 1863